# Prețuri reale și prețuri ideale
Distincția dintre prețurile reale și prețurile  ideale reprezintă o diferență între costurile  efective plătite pentru produse, servicii, bunuri și forța de muncă (suma netă de bani care se schimbă efectiv) și costurile calculate care nu sunt efectiv percepute sau plătite în comerțul de piață, deși ele pot facilita comerțul.  Diferența este între prețurile efective, plătite și informațiile despre prețurile posibile, potențiale, probabile sau nivelurile prețurilor „medii”.  Această distincție nu trebuie confundată cu diferența dintre „prețurile nominale” (valoarea curentă) și „prețurile reale” (ajustate pentru inflația prețurilor și / sau impozitele și / sau taxele auxiliare).  Este asemănător, dar nu identic, cu distincția dintre „valoarea teoretică” și „prețul de piață” în economia financiară. 

## Caracteristici
Prețurile ideale, exprimate în unități monetare, pot fi „ estimate ”, „teoretizate” sau „ imputate ” în scopuri de contabilitate, tranzacționare, marketing sau calcul, de exemplu, folosind legea mediilor. Adesea, prețurile efective ale tranzacțiilor reale sunt combinate cu prețurile presupuse, în scopul calculării sau estimării prețurilor. Chiar dacă aceste  prețuri pot să nu corespundă în mod direct  cu tranzacțiile,  care implică produse, bunuri sau servicii comercializate efectiv, acestea pot furniza, totuși, „ semnale de preț ”, care influențează comportamentul economic. 
De exemplu, dacă statisticienii publică estimări de preț sintetizate despre economie în ansamblu, este posibil ca operatorii pieței să răspundă la aceste informații privind prețurile chiar dacă sunt departe de a fi exacte, dacă se bazează pe un număr foarte mare de presupuneri și dacă sunt  revizuite ulterior.  De exemplu, publicarea de noi date referitoare la PIB are adesea un efect imediat asupra activității pieței de valori, în măsura în care este interpretată ca un indicator menit să determine venituri în creștere sau în scădere. 
Prețurile ideale sunt, de obicei, prețuri care s-ar stabili în comerț, dacă anumite condiții s-ar aplica (sau nu). Numărul prețurilor ideale stabilite pentru calcule sau semnalare în lume depășește cu mult numărul prețurilor reale obținute. Majoritatea bunurilor și serviciilor economice din societate, la un moment dat,  sunt deținute sau utilizate, dar nu sunt tranzacționate; totuși, oamenii extrapolează constant prețurile care s-ar stabili dacă ar fi puse pe piețe sau dacă ar trebui să fie schimbate. Aceste informații referitoare la preț sunt esențiale în estimarea veniturilor posibile, a implicațiilor bugetare sau a cheltuielilor asociate cu o tranzacție.  
În prezent, distincția cea mai întâlnită  apare în activitatea  de audit .  De asemenea, aceasta are o semnificație importantă în teoria economică și mai precis pentru măsurarea econometrică și teoria prețurilor; motivul principal este acela că datele referitoare la prețuri, constituie în cele mai multe cazuri  baza pentru luarea deciziilor economice și politice. 
În  lucrările Grundrisse ale lui Marx a fost introdusă o distincție între prețurile reale (sau existente) și prețurile ideale.  În Contributii la critica economiei politice (1859),  Marx îi critică deja pe James Steuart și John Grey pentru că au denaturat diferența dintre prețurile reale și prețurile ideale.  În capitolul 3 al primului volum din Das Kapital, Marx afirmă: 
Fiecare comerciant este conștient de faptul că este puțin probabil să-și schimbe bunurile în bani, atunci când le-a atribuit acestora valoarea într-un preț sau în bani imaginari, și asta nu necesită câtuși de puțin aur real, pentru a estima în acel metal milioanele de kilograme în valoare de bunuri. Prin urmare, când banii servesc ca o măsură de valoare, sunt utilizați doar ca bani imaginari sau ideali. Această situație a dat naștere celor mai incredibile teorii. Deși banii, care servesc drept măsura de valoare, sunt doar bani ideali, prețul depinde în totalitate de esența concretă care sunt banii. (...) Posibilitatea... incongruenței cantitative dintre preț si magnitudinea valorii, sau derivația primei de ultima este inerentă în forma prețului înseși. Acest lucru nu este un defect, ba, din contră, se adaptează perfect la forma prețului, la un mod de producție a cărui legi inerente se impun doar ca un mijloc de iregularitați, aparent fară legi, ce compensează unul pe celălalt. Totuși, forma prețului nu este doar compatibilă cu posibilitatea unei incongruități între magnitudinea valorii și preț, cu alte cuvinte, între anteriorul și expresia sa în bani, dar ar putea de asemenea să ascundă o inconsistență calitativă, în așa fel încât prețul să înceteze complet să exprime valoarea, deși banii nu sunt nimic altceva decât forma valorii comodităților,.
Activitatea de stabilire a prețurilor, bunurilor, serviciilor și activelor, facilitarea tranzacțiilor, comunicarea prețurilor și urmărirea acestora consumă de fapt o cantitate foarte mare de timp de muncă al individului, indiferent dacă se întâmplă să se producă într-un mod centralizat sau descentralizat. Milioane de lucrători sunt specializați profesional în astfel de activități, fie ca funcționari, comercianți, cumpărători, vânzători, contabili, consilieri financiari, lucrători ai băncii sau economiști etc. Dacă respectiva lucrare nu este finalizată, informațiile despre prețuri nu ar mai fi disponibile, ceea ce ar determina ca procesul de tranzacționare să devină dificil sau imposibil de operat. Prin urmare, indiferent dacă este sau nu considerat „birocratic”, acesta rămâne  un serviciu administrativ esențial. Oamenii nu pot „alege între prețuri” dacă nici măcar nu știu care sunt acele prețuri; și, în mod normal, nu pot „inventa” prețul care le convine, deoarece costurile, bugetele și veniturile depind exact de prețul pe care aceștia îl percep. 
Crearea informațiilor despre preț este un proces de producție - producția sa valorează bani, pentru că este vitală în domeniul comerțului și fără ea nu ar putea avea loc circulația bunurilor și serviciilor. Prin urmare, informațiile despre preț pot fi cumpărate și vândute ca produs. Dar procesul de producție al prețurilor în sine este adesea ascuns vederii și este aproape neobservabil. În concluzie, oamenii preiau de multe ori existența informațiilor despre prețuri ca venind de la sine, și evident, nu merită nici măcar o investigație suplimentară. „O certitudine misterioasă ne domină viețile în perioada modernă, capitalistă târzie: prețul. Nici o singură zi nu trece fără să înveți, să faci și să îl iei. Cu toate acestea, în pofida prezenței sale răspândite în jurul nostru, nu știm prea multe despre ele."  De asemenea, un preț poate fi atașat în cursul unei alte activități, sau procedura de stabilire a prețurilor poate fi un secret ținut cu atenție, mai degrabă decât accesibil pe o piață deschisă, pentru că în cazul în care competitorii ar ști de acest lucru, ar putea afecta în mod negativ veniturile întreprinderii.  Dar dacă procesele de stabilire a prețurilor sunt privite ca procese de producție, se dovedește că implică mult mai mult decât ar putea sugera simpla observare a unei etichete sau a unui număr al prețului. 
În cea mai mare parte a istoriei economiei, teoreticienii economiști nu s-au preocupat în principal de explicarea nivelurilor existente și reale ale prețurilor. În schimb, teoretizarea lor erau legate de prețurile teoretice (ideale). Simon Clarke explică astfel: 
Marginaliștii nu erau mai preocupați de determinarea prețurilor curente ce existau pe piață decât erau economiștii clasici. Toți inovatorii au subliniat caracterul abstract al teoriei economice pure, în care intervenția șansei si incertitudinii, a instituțiilor istorice specifice sau intervențiilor politice ar putea fi toate ignorate si considerația lor amânată, pentru a subordona studiile empirice si politicile. Teoria pură nu s-a preocupat cu determinarea prețurilor curente ci cu determinarea lor într-o lume ideală a cunoștinței perfecte, a previziunii perfecte, a competiției perfecte și a raționalitații pure. Este împotriva acestei lumi ideale ca lumea reală, și reformele propuse în lumea reală, să treabuiască să fie măsurate. Întrebările care au dat naștere unei cereri pentru o teorie pură a prețului au fost cele despre prețurile propriu-zise ale comodităților. Jevons, de exemplu, a fost în special preocupat cu problema deficitului (în special cu deficitul de cărbune) și cu rolul prețului in alocarea resurselor. Problema pe care a pus-o a fost aceea de a determina ce prețuri ar atinge alocarea optimă a resurselor. Soluțiile care au fost găsite ar putea servi apoi ca bază pentru prescripțiile de politici despre rolul propriu-zis al intervenției statului în formarea prețurilor pentru a obține o astfel de alocare.
Până de curând, economiștii au încercat să creeze generalizări despre procedurile existente de stabilire a prețurilor, care sunt utilizate de întreprinderile de afaceri, pe baza informațiilor referitoare la ceea ce fac oamenii de afaceri (în loc de un model matematic abstract). 

## Ilustrări ale prețurilor ideale
- Un exemplu ar fi un preț de echilibru calculat de un economist. Acesta este un preț pe care l-ar avea teoretic un tip de produs sau bun, dacă oferta și cererea ar fi echilibrate. Acest preț nu există în operațiunile de tranzacționare efective decât în cazuri speciale și rare; este doar un nivel de preț ideal sau teoretic care în cel mai bun caz este aproximat doar în lumea reală.
- În practica contabilă, prețurile ideale sunt utilizate tot timpul. De exemplu, atunci când contabilii trebuie să evalueze activele de stocuri sau un set de tranzacții dintr-un interval de timp (în scopuri fiscale, comerciale sau de audit), aceștia aplică reguli și criterii pentru a ajunge la un preț care reflectă costul sau valoarea de piață a stocului sau fluxului de tranzacții. În materie de salarizare și de plasare, aceștia aplică anumite reguli de incluziune și excludere pentru a obține rezultatul dorit. Dar evaluarea obținută în urma unei proceduri standard este în realitate doar ipotetică, deoarece reprezintă un preț pe care activele sau fluxurile l-ar avea dacă ar fi tranzacționate sau schimbate în condiții asumate (stilizate sau standardizate) sau dacă ar fi înlocuite la un moment dat.  În principiu, acestea nu trebuie să se refere la oricare fluxuri tranzacționale, reprezentând doar o imputare . Cu toate acestea, prețul ideal obținut poate influența totodată o multitudine  de tranzacții bazate pe acesta, în măsura în care oferă informații și o evaluare a modului în care se crede că evoluează un proces de piață aferent.
- Prețurile ideale sunt adesea utilizate în negocierile de prețuri, licitație, estimarea prețurilor și asigurare. Acestea sunt prețurile calculate pentru bunurile care sunt tranzacționate sau compensațiile care ar fi acordate dacă se aplică anumite condiții. Ofertele de afaceri pot deveni foarte complexe și pot implica numeroase presupuneri de preț. De exemplu, contractul poate stipula, în cazul în care apare o tendință medie a prețurilor, o anumită sumă de bani ce va fi plătită. Astfel, suma reală de bani care se va achita poate fi condiționată de o varietate de estimări de preț.

## Prețurile reale și potențiale
Atunci când mărfurile sunt produse pentru vânzare, acestora li se calculează prețurile, însă aceste prețuri sunt, în primă fază, doar prețuri potențiale . S-ar putea să nu existe certitudinea că se va obține cu exactitate suma de bani, calculată pe baza acestor prețuri atunci când sunt vândute efectiv sau dacă vor fi vândute . În retrospectivă, valoarea finală a unui produs, a unei activități sau a unui activ se poate dovedi a fi mai mare sau mai mică decât se preconizase anterior, deoarece din diferite motive prețurile și cererea s-au schimbat între timp. Astfel, negocierile de preț, circumstanțele de tranzacționare și factorul de timp pot modifica prețurile reale în raport cu  prețurile stabilite inițial, iar dacă apare inflația prețurilor există în plus, o diferență între prețurile nominale și prețul ajustat de inflație. Prețul unei acțiuni sau al unei garanții în contul datoriei, exprimat într-o monedă dată, poate fi extrem de variabil, iar randamentele variabile ale acestora pot revaloriza sau devaloriza prețurile activelor conexe. 
Așadar, „mecanismul prețurilor” nu este adesea o simplă funcție a ofertei și a cererii pentru un bun din comerț, ci a unei structuri de prețuri conexe și coexistente, unde fluctuațiile unui grup de prețuri au impact asupra unui alt grup de prețuri, ceea ce creează discordanță între dorințelor cumpărătorilor și vânzătorilor. În acest sens, conceptul de „ șoc de preț ” se referă la o modificare drastică a prețului unui bun, care este utilizat pe scară largă și, prin urmare, modifică brusc multe prețuri aferente. 
Prețul de vânzare poate fi modificat și prin diferența de timp între momentul achiziționării și cel al achitării. De exemplu, cineva poate opta să cumpere un produs pe credit și să plătească dobândă în plus față de prețul cerut pentru produs. Dobânda percepută poate varia în intervalul în care bunul achiziționat este achitat. Dar prețul se mai poate modifica din cauza inflației prețurilor sau pentru că este renegociat. Dacă nu este posibil să achitați ceva în intervalul de timp prevăzut anterior, acest lucru poate modifica și prețurile. 
Mike Beggs explică de ce instrumentele de credit complică diferențierea dintre prețurile reale și cele ideale: 
... esența relațiilor monetare constă în faptul că schimbul este  și a fost adesea mediat de relațiile de credit, mai degrabă decât de circulația efectivă a banilor. Acest lucru este incontestabil: relațiile de credit transformă schimbul astfel încât plățile să nu coincidă cu tranzacțiile, iar relațiile reciproce ar putea însemna că unele solduri ale datoriilor nu trebuie să fie vreodată compensate prin plata monetară.
Efectul instrumentelor de credit este acela de eliminare a plăților efective în spațiu și timp din tranzacțiile cu titluri de creanță și de asemenea, comerțul cu titluri de creanță poate avea loc fără a implica neapărat vreo tranzacție cu bani reali. În schimb, acest lucru estompează distincția între banii efectivi ( respectiv numerar ) și banii ideali sau între prețurile reale și cele ideale. În economiile dezvoltate, numerarul în circulație variază în mod normal de la 6% la 8% din PIB, dar datoriile băncilor private sunt deja un multiplu al  PIB-ului ( în zona UE, de aproximativ 3,5 ori PIB-ul total).

## Criterii de evaluare a prețurilor
Așadar,  prețul „real” al unui bun, poate fi  subiect de dispută, deoarece poate implica  condiții și criterii de evaluare pe care unii nu le-ar accepta, întrucât aplică criterii diferite de evaluare, condiții diferite sau au un scop diferit. Spre exemplu, un activ sau produs poate fi evaluat de către contabili și statisticieni la: 
- costul său istoric
- valoarea sa contabilă ,
- valoarea sa de înregistrare în evidență,
- valoarea sa curentă de pe piață,
- valoarea sa nominală,
- valoarea sa de angajare,
- valoarea sa actualizată, de vânzare, pachet sau grup,
- valoarea sa în scopuri legale,
- valoarea sa brută sau netă,
- valoarea sa actuală de înlocuire,
- valoarea sa curentă de tranzacționare,
- valoarea depozitului sau a magazinului când este păstrată,
- valoarea acesteia având în vedere locația sa curentă (sau valoarea locației)
- valoarea sa FOB (Free of Board)
- valoarea sa înainte sau după costurile de transport,
- valoarea sa de preț a transferului
- valoarea sa din punct de vedere al potențialului său de câștig viitor,
- valoarea sa de asigurare,
- valoarea sa în scopuri fiscale
- valoarea sa înainte de impozitare sau post-impozitare
- valoarea sa depreciată,
- valoarea ajustată a inflației,
- valoarea sa având un risc de pierdere a valorii,
- valoarea acesteia dacă este tranzacționată la un moment dat,
- valoarea sa într-o monedă străină,
- valoarea sa la paritatea puterii de cumpărare
- valoarea sa finală,
- valoarea sa reziduală etc.

Un preț poate fi calculat pentru fiecare dintre aceste evaluări, în funcție de scopul propus. Adesea scopul este presupus a fi de la sine înțeles, fiind legat de o tranzacție specifică și, astfel, ceea ce  este reprezentat de prețul unui bun , este luat ca atare. Însă un obiect sau o activitate poate fi evaluat , în realitate, în mai multe moduri în funcție de ce evaluare este relevantă sau de ce preț este negociat. În activitățile bancare moderne există efectiv sute de convenții suplimentare, utilizate pentru a valorifica activele într-o varietate de condiții.

## Abstracția prețurilor
Prețul rezultat dintr-un calcul poate simboliza (reprezenta) o singură tranzacție sau mai multe tranzacții simultan, dar validitatea acestei „abstractizări de preț” depinde daca procedura de calcul și metoda de evaluare sunt acceptate. Utilizarea prețurilor ideale pentru contabilitate, estimare și teoretizare a devenit atât de familiară și de înrădăcinată în societatea modernă, încât acestea sunt deseori confundate cu prețurile reale tranzacționate în comerț. Prețurile pot fi considerate doar ca un tip de date, informații sau un tip de cunoștințe, sau informațiile disponibile despre o cantitate de bani care pot fi echivalate cu „ceea ce este real". 
Conceptul de preț este adesea folosit într-un sens foarte larg pentru a face referire la tot felul de posibilități tranzacționale. Aceasta poate duce la erori teoretice.  Noțiunea de „preț al unui bun” se utilizează adesea pentru sume de bani care denotă diverse categorii financiare destul de diferite (de exemplu, un cost de achiziție sau de vânzare, valoarea unei datorii, valoarea unei compensații, o valoare a activului, un randament al activelor, o rată a dobânzii etc. ). 
De exemplu, rata  dobânzii poate fi definită drept „prețul” împrumutului de bani pentru o perioadă de timp.  Aici, conceptul de preț este utilizat în sensul larg al „costului” sau „al unei compensații”. Acest sens liber înseamnă că se pierde distincția dintre prețurile reale și prețurile ideale. Acest lucru definește conceptul de preț drept orice fel de evaluare comercială pe care ne interesează să o realizăm. Orice activitate, lucru sau tranzacție are „prețul său”, ca să spunem așa. Poate fi dificil , chiar și pentru un economist, să își dea seama ce presupune în realitate un preț, iar informațiile despre preț pot fi înșelătoare. 
Prețurile ideale sunt de obicei prețurile care se aplica în comerț, dacă  se aplică anumite condiții presupuse ( sau este posibil ca acestea să nu fie). Prin urmare, prețurile ideale nu sunt de obicei observabile, ci în schimb concluzii de la elementele observabile. Tranzacțiile sunt înregistrate în conturi, informațiile contabile sunt acumulate pentru a calcula datele de preț, iar aceste date sunt la rândul lor utilizate pentru a estima tendințele prețurilor. În acest proces, se realizează o trecere de la valori de preț observabile la valori estimate de preț. În cel mai bun caz, se poate spune că valorile prețurilor estimate se bazează pe valorile prețurilor observate, dar relația dintre ele poate fi destul de slabă, deoarece se pot introduce ipoteze de evaluare specifice, astfel încât, procedura de calcul să depășească cu mult simpla adunare aritmetică. Este posibil ca prețurile pur teoretice ce sunt utilizate în scopuri analitice să nu aibă corelație în lumea reală, sau în modul în care acestea se raportează exact la lumea reală.
Cunoașterea prețurilor poate avea ca efect influențarea oportunităților de comercializare, ceea ce la rândul său schimbă cunoașterea prețurilor. În consecință, aceste cunoștințe sunt adesea păstrate confidențiale sau constituie un secret comercial ( a se vedea, de asemenea, securitatea informațiilor și aspectele sociologice ale secretului ). Prin urmare, un sistem de prețuri nu este întotdeauna transparent, cu excepția disputelor privind modul în care este calculat, estimat sau obținut un preț.

## Sunt prețurile exacte?
Valoarea banilor reprezintă numere, iar numerele pot fi calculate cu exactitate. Acest lucru pare să facă contabilitatea și economia, științe exacte. Dar în lumea reală, prețurile se pot schimba rapid, din cauza nenumăratelor condiții și este posibil ca prețurile să fie estimate aproximativ doar în scopuri bugetare sau contractuale. La adăugarea lor se ia o decizie cu privire la semnificația tranzacțiilor implicate, iar limitele sunt definite pentru locul unde acestea încep și se termină. În consecință, în calculul cantităților de preț se aplică de regulă principii de evaluare, indiferent dacă acest lucru este explicit sau nu. Și, de obicei, această teorie a valorilor se referă la prețuri care s-ar aplica în anumite condiții stabilite (teoretice), care se deplasează între prețurile reale și prețurile ideale. 
Într-un interviu, răposatul Benoît Mandelbrot a menționat teza lui Louis Bachelier potrivit căreia prețurile au un singur parametru care le definește variabilitatea: „pot doar să urce sau să coboare” - și că, atunci, pare să ofere o bază logică solidă pentru modelarea matematică a evoluției prețurilor. Însă acest lucru se bazează pe problema calitativă conform căreia multe prețuri diferite pot fi calculate pentru același bun, pentru tot felul de scopuri diferite, folosind ipoteze de evaluare diferite sau condiții de tranzacționare. Ideea lui Bachelier presupune deja că avem un mod standard de a evalua prețurile. Având în vedere acest standard se pot efectua apoi tot felul de operații matematice la distribuțiile de preț. Cu toate acestea, bunurile comercializabile pot fi, de asemenea, combinate și reambalate în moduri diferite, în cazul în care prețul de referință poate să nu fie pur și simplu crescător sau descrescător, ci se referă la un alt tip de tranzacție. Această problemă este binecunoscută statisticienilor oficiali și istoricilor economici, deoarece aceștia se confruntă cu problema bunurilor ale căror variații de prețuri urmăreasc schimbarea calitativă de-a lungul timpului, ceea ce ar  necesita ajustări ale sistemelor de clasificare utilizate pentru a oferi măsuri standard. Un exemplu bun în acest sens este regimul indicelui prețurilor de consum, care este revizuit periodic. Dar în perioadele de schimbare socială rapidă, problema conceperii unei măsuri standard poate fi mult mai răspândită. 
Matematicianul John Allen Paulos a afirmat că: 
Un citat binecunoscut aparținând lui Einstein afirmă că "Nu tot ceea ce poate fi numărat contează și nu tot ceea ce contează poate fi numărat." L-aș modifica printr-o afirmație mai puțin elocventă, însă mai prozaică: dacă nu știm cum sunt numărate lucrurile, nu știm dacă este înțelept să mizăm pe numere. Problema nu constă în statistici ci în ceea ce facem înainte și după ce le estimăm. În primul rând, numărăm dacă putem, dar numărarea depinde preponderent de  premisele anterioare despre clasificare. (...) În al doilea rând, după ce am adunat câteva numere referitoare la un fenomen, trebuie sa le asamblăm, în mod rezonabil, într-un tip de recomandare sau o ierarhizare . Acest lucru nu este ușor. Prin alegeri adecvate de criterii, protocoale de măsurare cu pondere, se poate ajunge aproximativ la orice rezultat dorit 
Desigur, se poate ajunge la faptul că  „aproape orice rezultat propus poate fi atins” în calculul prețurilor, în măsura în care ar trebui să negați dovezi relevante. Cu toate acestea, se poate ca mai multe rezultate să fie posibile sau prezența prejudecăților în interpretarea informațiilor despre prețuri, să facă o diferență cantitativă semnificativă față de rezultat. În măsura în care operatorii economici au un interes propriu într-un rezultat cantitativ particular, deoarece venitul lor este în joc, există posibilitatea ca aceștia să prefere „un fel de calcul” în locul altuia, pentru că oferă un rezultat financiar care le favorizează poziția proprie. 
Rezultatul financiar ar putea fi în mod rezonabil „credibil” sau „plauzibil” în scopul tranzacționării - dacă nu ar funcționa , partenerii comerciali l-ar respinge - dar ar putea implica o marjă de denaturare a situației reale. Micile discrepanțe nu ar conta în mod normal, atât de mult în tranzacțiile individuale, dar dacă se adaugă un număr foarte mare de tranzacții denaturarea ar putea reprezenta un venit substanțial pentru cineva. De exemplu, pe 27 iunie 2012, Barclays Bank a fost amendată cu 200 de milioane USD de Commodity Futures Trading Commission, 150 de milioane de dolari de către Departamentul de Justiție al Statelor Unite și 59,5 milioane de lire sterline de Autoritatea pentru servicii financiare în încercarea de manipulare a cursurilor Libor și Euribor (a se vedea Scandal Libor ). 
Consiliul pentru standardele financiare de contabilitate  face foarte înțeles faptul că măsurile contabile pentru informațiile despre prețuri pot să nu fie exacte sau foarte precise și că acestea nu pot fi complet verificate sau neapărat decisive. Ele pot fi doar o aproximare sau o estimare a unei stări de fapt. Un total al prețurilor poate fi format dintr-un număr foarte mare de tranzacții și prețuri, care nu pot fi toate verificate individual și a căror valoare monetară poate implica o anumită masură de interpretare. De exemplu, un preț poate fi stabilit, dar este posibil să nu știm cu siguranță dacă un bun sau un activ a fost tranzacționat la acest preț sau cât de exact a fost diferit prețul real plătit față de prețul stabilit. Cu toate acestea, Consiliul de administrație susține că, în anumite limite acceptabile de eroare, acest lucru nu este o problemă, atât timp cât avem în vedere scopul practic al măsurilor: 
În concluzie, caracterul de verificare [în contabilitatea financiară] înseamnă că practic aceleași măsuri obțin aceeași măsură. Este în primul rând un mijloc de încercare de a face față problemelor de măsurare care rezultă din nesiguranța ce înconjoară măsurile de contabilitate  și este mai de succes în a face față unor probleme de măsurare decât alții. Verificarea informațiilor de contabilitate nu garantează ca informațiile să aibă un grad mare de fidelitate reprezentativă, și o măsură cu un grad mare de verificare nu e neapărat relevantă deciziei pentru care e destinată să fie utilă.

## Problema calculului economic și a prețurilor
În dezbaterea clasică a calculului socialist,  calculul economic a fost o problemă pentru economiile planificate la nivel central . În mod necesar, planificatorii centrali trebuiau să se implice  în contabilizarea prețurilor și trebuiau să utilizeze informații referitoare la  prețuri, însă volumul și complexitatea tranzacțiilor erau atât de mari, încât planificarea centrală a economiei reale nu era de cele mai multe ori fezabilă în practică; deseori, autoritatea de stat nu putea aplica condițiile de acces la resurse doar cu ajutorul unor politici extinse. O problemă suplimentară a fost aceea că o mare parte din informațiile despre preț erau de fapt false sau inexacte, deoarece operatorii economici nu aveau niciun interes să furnizeze informații valide, întrucât prețul nominal al mărfurilor nu reflecta valoarea lor sau mărfurile și-au schimbat neoficial proprietarii în moduri care ar putea să nu fie înregistrate  și cunoscute oficial . Efectul a fost că informațiile contabile calculate erau adesea un amestec de realitate și ficțiune. 

## Probleme de stabilire a prețurilor
Economiile de piață se confruntă adesea cu probleme similare, în sensul că informațiile privind prețurile comerciale sunt în practică, incomplete, false, denaturate sau inexacte. Acest lucru nu este neapărat din cauză că părțile comerciale intenționează să înșele - în general, înșelăciunea este dăunătoare pentru reputațiile de afaceri, cel puțin pe termen lung  - ci pur și simplu pentru că este imposibil din punct de vedere tehnic să furnizeze informații despre prețuri exacte. Estimările oficiale ale prețurilor pot fi inexacte, se pot baza pe ipoteze de evaluare îndoielnice contrare realității sau nu pot fi verificate în detaliu, printre altele, deoarece se bazează pe tehnici de sondaj de probă sau informații parțiale și ocazionale. Estimările oficiale ale prețurilor de afaceri nu sunt întotdeauna clare; pot fi înșelătoare, subestimate, pot exagera situația reală sau pot prezenta o imagine deformată a tranzacțiilor și valorilor.  De exemplu, Jean-Claude Trichet a remarcat  în 2008 în criza financiară mondială faptul că  : 
Principala cauză  a crizei a fost o subestimare pe scară largă a riscurilor. Aceasta a inclus o subestimare a unității de risc și o subevaluare a valorii riscului pentru care operatorii financiari și-au asumat răspunderea.
Presupunerea lui Trichet este că au survenit prețuri complet greșite, cu rezultate devastatoare. O „unitate de risc” nu există cu adevărat, însă această categorie poate fi considerată totuși suma de bani care reprezintă o pierdere financiară „posibilă”. Evaluarea riscurilor este, în esență, un proces anevoios, deoarece se bazează pe presupuneri despre necunoscute, înainte de evenimente reale, iar aceste necunoscute pot include factori care nu au fost anticipați sau incluși în modelele matematice. 

## Descoperirea prețurilor și asimetria informațiilor
Comentând problemele referitoare la informațiile asociate prețurilor, Randall S. Kroszner, guvernator al Băncii Rezervei Federale a Statelor Unite, susține că: 
Atunci când un produs nu este bine definit, ar trebui să existe o cerere ridicată de informații pe piață pentru a facilita descoperirea prețurilor. Descoperirea prețurilor este procesul prin care preferințele cumpărătorilor și vânzătorilor, precum și orice alte informații disponibile pe piață, au drept rezultat „descoperirea” unui preț care va echilibra oferta și cererea și va furniza semnale participanților pe piață despre cât de eficient ar trebui resursele să fie alocate. Acest preț determinat de piață va fi, desigur, supus unor ajustări pe măsură ce informațiile noi devin disponibile, preferințele evoluează, așteptările sunt revizuite, iar costurile de producție se schimbă. Pentru ca acest proces să funcționeze cât mai eficient, participanții la piață trebuie să utilizeze informații relevante pentru a pune în valoare produsul respectiv. Desigur, căutarea și utilizarea surselor de informații relevante - precum și determinarea informațiilor edificatoare - are propriile costuri. Pentru a sublinia ultimul punct, cu instrumente [financiare] noi, este posibil să nu fie suficient explicat care sunt informațiile necesare pentru descoperirea prețurilor - adică este posibil ca unii participanți la piață să nu știe ceea ce nu le-a fost explicat și, prin urmare, să abandoneze stadiul de colectare a informațiilor în faza incipientă, purtând în mod involuntar riscurile și costurile informațiilor incomplete.
Pe lângă diferențele dintre prețurile reale și cele ideale, este posibil ca, în orice moment, să fie imposibil să se știe care ar trebui să fie prețul „corect” al unui anumit produs, chiar dacă acesta este oricum comercializat pentru un preț real. Nivelul „corect” al prețurilor este doar un preț ideal, și anume un preț la care cererea și oferta ar avea tendința de a se echilibra. Însă, din cauza informațiilor insuficiente, acest preț nu poate fi atins niciodată; oferta și cererea se pot adapta doar la întâmplare, utilizând informații necorespunzătoare.  Potrivit analistului Daniel Harrisman,  Goldman Sachs Group Inc. ,chiar înainte de criza financiară din 2007-2008, Wall Street Journal a raportat că:  „Astăzi, „cu mult mai puțin de jumătate” din totalul tranzacțiilor cu valori mobiliare la bursă cu informații de preț ușor disponibile, din ce în ce mai multe valori mobiliare sunt exploatate de dealeri care nu publică cotații. Prin urmare, administratorii de fonduri nu mai pot evalua cu certitudine valoarea anumitor active în fonduri mutuale, fonduri speculative și alte instrumente de investiții.  Încrederea într-o piață de auto-echilibrare nu contează mult, atunci când oamenii câștigă bani, dar atunci când nu o fac, devin foarte preocupați de dezechilibrul pieței ( nepotrivirea cererii și  oferte i). În cazul în care, informațiile necesare pentru calcularea prețurilor sunt necorespunzătoare din orice motiv, ele devin predispuse la  înșelăciune, excrocherii bazate pe încredere  și fraudă   care pot fi greu de detectat sau combătut, în măsura în care părțile comerciale trebuie să formuleze presupuneri în interpretarea informațiilor privind prețurile, în care orice „neînțelegere” este responsabilitatea lor. Este posibil ca riscurile și purtătorii de risc să nu fie pe deplin identificați. În acest context, enciclopedia Stanford of Philosophy afirmă: 
Atunci când există un risc, trebuie să existe ceva necunoscut sau care are un rezultat necunoscut. Prin urmare, cunoașterea riscului presupune asumarea unei lipse de cunoștințe. Din punct de vedere epistemologic, această combinație de cunoștințe și lipsa acestora contribuie la complicarea aspectelor privind riscul. 
Această problemă se agravează dacă diverse prețuri ideale generalizate, utilizate pentru orientarea agenților economici se bazează pe tendințele observate ale prețurilor reale, care oscilează puternic în moduri dificil de prevăzut și dacă previziunile în sine afectează nivelul prețurilor. Ea joacă un rol important în teoria asimetriei informaționale la care Joseph Stiglitz a adus contribuții importante. 
Informațiile privind prețurile pot fi credibile,  
- dacă participanții de pe piață au un interes propriu de a furniza informații reale,
- dacă este posibil din punct de vedere tehnic să se obțină informații exacte și reale, și
- dacă există sancțiuni legale complete ( penalități ) pentru informațiile false privind prețurile.

În plus, orice piață nu poate funcționa decât dacă între participanți există încredere și cooperare și nu în ultimul rând, dacă există motivație. 